# Lectio senatus
Tijdens de eerste jaren van de Romeinse Republiek verkreeg iedere Romeinse burger die een "curulische" magistratuur bekleed had automatisch de (theoretische) waardigheid van senator. In de praktijk betekende dat nog niet dat de persoon in kwestie ook dadelijk de titel van senator kreeg: effectief senator werd hij, behoudens uitzonderingen, pas door de daaropvolgende lectio senatūs of senaatskeuze. In afwachting daarvan beschikte hij toch reeds over het ius sententiae dicendae, dat wil zeggen het recht om de senaatszittingen bij te wonen en daar zijn mening te geven.

## Historiek
Aanvankelijk kozen de consules de senatoren, uitsluitend uit de patricii, sinds 444 v.Chr. rechtens uit patriciërs én plebejers.

 Krachtens het Plebiscitum Ovinium, gestemd tussen 318 (?) en 312  v.Chr., werd de lectio senatūs voortaan de taak van de censores. Sindsdien waren alle burgers die sedert de laatste senaatskeuze een magistratuur hadden bekleed vanaf quaestor (zie cursus honorum) rechtens kandidaat voor de samenstelling van de senaat. Kwamen echter niet in aanmerking voor een senaatszetel: de infames, dat wil zeggen handenarbeiders en handelslieden, tenminste voor de tijd dat zij deze beroepsactiviteit uitoefenden. 

 Vóór de Lex Villia Annalis (gestemd in 180 v.Chr.) was er geen minimumleeftijd vastgesteld voor de functie van senator. Omdat deze wet bepaalde dat men 28 jaar moest zijn om voor de quaestuur te mogen kandideren, werd daarmee ook impliciet de minimumleeftijd voor de senaat vastgelegd. Ook een vereist vermogen (census senatorius) werd nog niet gevraagd, al behoorden de meeste senatoren in de praktijk tot de census equester, de stand der equites. Pas onder het Principaat werd een minimumvermogen van 1 miljoen sestertii vereist.

 Al deze beperkingen legden dus de keuzevrijheid van de censores bij het samenstellen van de senaat aanzienlijk aan banden.

## Procedure
Bij de lectio senatūs gingen de censores als volg te werk. Zij namen het album senatorium van hun voorgangers, voegden daaraan de namen toe van degenen die intussen het ius sententiae dicendae gekregen hadden, en schrapten de namen van 
- de intussen overleden senatoren
- de kandidaten die als gevolg van een juridische strafmaatregel hun burgerrechten waren verloren
- de kandidaten die zij zelf, op grond van hun regimen morum, beschouwden als het ambt onwaardig.

Vanaf de Rostra maakten zij vervolgens officieel hun nieuwe album senatorium bekend en hingen die in het openbaar uit.